# پرنس (ویرجینیای غربی)
پرنس (به انگلیسی: Prince) شهری در ویرجینیای غربی، ایالات متحده آمریکا است که جمعیت آن در سرشماری سال ۲۰۱۰ میلادی، ۱۱۶ نفر بوده‌است.